# فليفلة دغلية
الفُلَيْفِلَةُ الدَّغْلِيَّةُ أو الفليفلة اللِيفيّة أو الفليفلة الشجيرية أو دَار فِلْفِل (الاسم العلمي: Capsicum frutescens) نوع نباتي يتبع جنس الفليفلة من الفصيلة الباذنجانية. تستعمل ثمار هذا النوع في خلطات مثل التاباسكو، وهي شجيرة تنمو إلى طول 1,8م، وهي نبتة ذات أزهار بيضاء مثل النجوم وأقراص صفراء.

## البيئة والتأقلم
موطنه الهند، وينمو في الحديقة في التربة الحارة.

## الوصف النباتي
نبات عشبي حولي أو معمر قصير الأجل في المناطق الاستوائية. النبات منضغط يصل ارتفاعه إلى نصف متر. يعرف بمذاقه الحريف الاستثنائي من حيث القوة. هجنت مؤخراً بعض الأصناف من هذا النوع للاستعمال كنباتات زينة.

## الفوائد الطبية
هي حادة الطعم وقد تسبب تقرحا في الفم والحلق إذا أكلتب البذور أو القشور وحدها. وبخارها يحدث العطاس ولا السعال، وحتى القيء. إذا مست اليدين الأنف أو العينين بعد مسكها يحدث الالتهاب. مع إنها خطرة إلا أن فوائدها الطبية عظيمة. تسحق القشور ويضاف لكل كمية من (28غ) مقدار (454غ) من الطحين. يستعمل هذا لصنع قوالب الحلوى بالخميرة. عندما تخبز تسحق القوالب وتنخل. ويستعمل هذا المسحوق بعدئذة لإضافة النكهة على اللحوم، والحساء واليخنة، ويطرد الريح، ويجلو البصر إذا أخذ باللحوم. يخلط المسحوق بالعسل فيساعد التهاب اللوزتين ويخلط بالتربنطين ويوضع على الدرن في أي ناحية من الجسم فيذيبها.

## الاستعمال الحديث
إنه منبه هاضم يريح من الريح، والأقراص المصنوعة من المسحوق تنشط الدورة الدموية، وتساعد على الشفاء من المرض الناتج عن البرد والرطوبة.
نافع في آلام المعدة والامعاء والتشنج. يعمل مرهما منشطا لالتهاب المفاصل والروماتزم. تخلط كميات متساوية من الفلفل والجليسيرين وتوضع على المفاصل المؤلمة.